# The Great Simpsina
«The Great Simpsina» (рус. Великая Симпсина) — восемнадцатый эпизод 22-го сезона.

## Сюжет
Симпсоны покупают очень много персиков и начинают питаться только ими. Барт с Лизой решают отдать эти персики, пока Гомеру и Мардж делают массаж. Лиза ищет, кому их отдать, и приходит в мрачный район, в котором раньше не была. На Лизу нападает енот, и, убегая от него, она оказывается в старом доме. Выясняется, что этот дом волшебный, а его хозяин — в прошлом известный иллюзионист Великий Рамондо. Он соглашается обучить Лизу магии. Лиза становится популярной иллюзионисткой, известной под псевдонимом «Великая Симпсина», после чего Великий Рамондо рассказывает, что покинул шоу Майка Дугласа после появления нового иллюзиониста — Крега Демона, известного своими неординарными фокусами.
Когда Лиза становится известной, Великий Рамондо решает рассказать ей семейный секрет фокуса об освобождении из закрытого бидона, который ему передал Гарри Гудини. Великий Рамондо и его покойная жена всегда хотели, чтобы у них родился ребёнок, и он считает Лизу своей дочерью. Лиза показывает этот номер в школе. Мальчик, который восхищается Лизой, выведывает у неё секрет фокуса, но оказывается, что это сын Крега Демона, который, узнав о секрете этого фокуса, решил показать его на своём выступлении. Великий Рамондо, узнав об этом, прогоняет Лизу прочь и отказывается учить её дальше. Гомер приходит к Великому Рамондо, чтобы «проучить» его, но попадает в сеть-ловушку и убеждает Рамондо, что Лиза не виновата. Великий Рамондо прощает Лизу и решает сорвать фокус Демона.
Когда они приходят на выступление Демона, то оказывается, что Рики Джей, Пенн и Теллер и Дэвид Копперфильд подменили подготовленный бидон на обычный, и Крег может утонуть. Великий Рамондо спасает Крега Демона, после чего решает завершить свою карьеру фокусника. Лиза начинает выступать, а Великий Рамондо в гримёрке под действием эфира танцует со своей покойной женой.

## Отношение критиков и публики
Во время первого показа эпизод посмотрели в 4,996 млн квартир, что составило 7 % от количества телезрителей в возрасте от 18 до 49 лет и 2,5 % от общего количества населения.